# 中聯影業公司
中聯影業公司，全名中聯電影企業有限公司，簡稱中聯，於1952年11月成立，是一家主導自主藝術意向的仝人電影製作公司，以拍攝反映社會現實、維護藝術尊嚴的影片為製作方針，以提高粵語片的水準為己任，抵抗當時粗製濫造的粵語片，被稱為「香港電影光榮旗幟」。
中聯電影是傳統文學的延伸，繼承五四新文學運動的反封建、反傳統、批判社會的現實主義，其中又以改編自「激流三部曲」的影片《家》、《春》、《秋》為代表作。

## 成立背景
1949年新中國成立，香港電影失去內地龐大市場，而戰後星馬因為橡膠業而富庶起來，由於戲曲電影內容充滿中國傳統風味，當地華僑思鄉情切，賣埠成績相當不俗。當時粵語片的資金主要依賴「賣片花」，戲曲片的紅伶是海外賣片花的保證，片商一窩蜂邀請伶人拍電影，「雙生雙旦」、「三生三旦」乃至「四生四旦」越演越烈。易賺錢自然急趕貨，因粗製濫造而被貶抑為「七日鮮」，1952年出產的162部粵語片中，有64部為「歌唱片」，佔總產量約百份之四十。
1952年「伶星分家」事件，直接催生了由藝人組成的「粵語片四大公司」－ 「新聯」（1952年成立，由《文匯報》廖一原策劃，中國政府出資，盧敦、謝濟之、李亨主理）、「中聯」、「光藝」（1955年成立，由新加坡光藝院線何啟榮家族投資，秦劍及陳文主持）及「華僑」（1956年成立，由何賢投資，張瑛和謝益之領導），成了一面進步的旗幟，堅持拍攝題材健康，富教育意義，宣揚傳統道德的倫理電影。

## 股東
「中聯」成立時的21名股東是當時電影界台前幕後的精英，包括演員吳楚帆（出任董事長）、白燕（出任副董事長，於1961年接任董事長）、張活游、紫羅蓮、李清、容小意、黃曼梨、梅綺、小燕飛及張瑛；導演李晨風（出任編導主任）、吳回（出任營業主任）、秦劍（出任秘書）、李鐵、王鏗、珠璣；製片陳文（出任發行主任）、朱紫貴、劉芳，馬師曾及紅線女夫婦以伶人身份稍後加入曾引發小風波。「中聯」商標上的21顆星正是代表21名股東。

### 伶星分合風波
因為市場需求伶人與影星合作拍片，大堆頭的伶星合作影片大受本地及南洋觀眾歡迎。由於伶人需要登台唱戲，編排拍片常在子夜後，更有個別大老倌如新馬師曾等特別吃香，登台及拍片夾纏不清，時常遲到，浪費其他同事時間，加上態度傲慢，薪酬更在影星之上，引起影星不滿。其中以吳楚帆最為不滿，以伶人主演的「歌唱片」大多沒有教育意義，發起「伶星分家」，並組織「中聯」提倡改善粵語片。
紅線女與馬師曾夫婦以「中聯」的電影獲得好評，希望拍攝有意義的優良電影，不計薪酬，先後加入「中聯」，引起八和和同業反抗，當時剛成立的八和主席是新馬師曾。部分班政家及伶人以「中聯」標榜反對「歌唱片」是粵劇界的公敵，馬紅二人加入「中聯」無疑是背叛八和，因而大肆抨擊。某伶王更以自己在八和的地位發動八和中人，拒絕與馬紅夫婦合作演出，企圖把二人擯出舞台之外，幸得薛覺先仗義執言而化解這次杯葛行動。

## 中聯小組
由於「中聯」製作認真，劇本需經再三審閱，有定本才開鏡拍攝，而且拍攝工序細密，因此產量不多，而各成員按勞計酬，收入不足應付日常開支，各成員除接拍外間製作的電影以維持生計外，更自由組合創立電影公司拍片，這些公司被稱為「中聯小組」，採用「中聯」名義發行，雖然人材資金遠不及「中聯」，但作品仍然叫好叫座。
1953年有3部出品：《情劫姊妹花》、《雙雄鬥智》及《往事知多少》；1954年有《芸娘》、《人隔萬重山》、《自梳女》、《山長水遠》、《百變婦人心》、《杜鵑魂》及《馬來亞之戀》。

## 新人訓練班
1954年「中聯」開辦新人訓練班，由吳楚帆擔當主任導師，大規模而有系統地教授新人戲劇知識。「中聯」共開辦兩期訓練班，在訓練班出身而活躍影視有杜平、羅國維、朱江及呂奇等。

## 藝術成就
「中聯」的創業作是改編中國現代作家巴金同名小說的《家》，描述一個封建大家庭的腐朽和衰敗，大受歡迎，吳楚帆更憑飾演男主角覺新的優異演出，而獲選為五十年代中國五個最受歡迎男演員之一，全片採用包括《昭君怨》的廣東音樂為配樂，更帶起改編文藝作品的風氣。陸續推出被稱為《激流三部曲》控訴腐敗封建大家庭其餘兩部《春》及《秋》，其中《春》更獲中華人民共和國文化部頒一等獎，獎牌現存香港電影資料館。而《秋》是1954年港產電影的票房冠軍，收入高達25萬港元。
其後推出的《危樓春曉》（提倡「人人為我，我為人人」團結互相精神）、《大雷雨》（1954年的票房亞軍，僅次於《秋》）、《紫薇園的秋天》、《錢》、《人倫》、《香港屋簷下》等俱是藝術水平很高的佳作，名留香港電影歷史中。

## 電影片目
「中聯」在1952年成立到1967年結束期內共製作 43 部電影，其中 26 部為「時裝片」，12 部「民初片」，只有 5 部「古裝片」，當中 4 部為「戲曲片」，餘下 1 部為「武俠片」。
| 序號 | 首映日期                  | 影片名稱                              | 導演                                  | 編劇             | 原著                       | 主要演員                                                                           |
| ---- | ------------------------- | ------------------------------------- | ------------------------------------- | ---------------- | -------------------------- | ---------------------------------------------------------------------------------- |
| 01   | 1953年1月7日              | 《家》                                | 吳回                                  | 吳回             | 巴金 《家》                | 張瑛、張活游、吳楚帆、容小意                                                       |
| 02   | 1953年4月30日             | 《苦海明燈》                          | 秦劍                                  | 秦劍             | --                         | 張瑛、吳楚帆、白燕、張活游、 李小龍                                                |
| 03   | 1953年10月8日             | 《千萬人家》                          | 珠璣                                  | 程剛             | --                         | 吳楚帆、盧敦、紫羅蓮、李清、 黃曼梨                                                |
| 04   | 1953年11月27日            | 《危樓春曉》                          | 李鐵                                  | 余幹之           | 望雲 《人海淚痕》          | 吳楚帆、紫羅蓮、張瑛、盧敦、 梅綺                                                  |
| 05   | 1953年12月22日            | 《春》                                | 李晨風                                | 李晨風           | 巴金 《春》                | 吳楚帆、白燕、張活游、容小意                                                       |
| 06   | 1954年1月7日              | 《父與子》                            | 吳回                                  | 程剛             | --                         | 張活游、容小意、阮兆輝、黃曼梨                                                     |
| 07   | 1954年2月17日             | 《秋》                                | 秦劍                                  | 司馬才華         | 巴金 《秋》                | 吳楚帆、紅線女、張活游、容小意                                                     |
| 08   | 1954年8月4日              | 《大雷雨》                            | 吳回                                  | 程剛             | 奧斯特洛夫斯基 《大雷雨》  | 梅綺、張活游、白燕、李清、 馬師曾                                                  |
| 09   | 1954年11月4日             | 《金蘭姊妹》                          | 吳回                                  | 譚謀             | --                         | 紫羅蓮、小燕飛、梅綺、容小意                                                       |
| 10   | 1955年1月1日 1955年1月8日 | 《愛（上集）》 《愛（續集）》         | 王鏗、李鐵、李晨風、 吳回、珠璣、秦劍 | 劉芳             | --                         | 白燕、吳楚帆、小燕飛、張活游、 紅線女、紫羅蓮、李清、馬師曾、 容小意、梅綺、黃曼梨 |
| 11   | 1955年2月11日             | 《孤星血淚》                          | 珠璣                                  | 劉芳、珠璣、程剛 | 狄更斯 《遠大前程》        | 吳楚帆、張活游、容小意、梅綺、 李小龍、蕭亮                                        |
| 12   | 1955年4月21日             | 《父母心》                            | 秦劍                                  | 司馬才華         | --                         | 馬師曾、黃曼梨、林家聲、阮兆輝                                                     |
| 13   | 1955年9月29日             | 《天長地久》 又名：《天長地久有時盡》 | 李鐵                                  | 高煌             | 德萊塞 《嘉麗妹妹》        | 紅線女、吳楚帆、黃曼梨、石堅                                                       |
| 14   | 1955年10月21日            | 《兒女債》                            | 秦劍                                  | 吳丹、司馬才華   | 王是                       | 張活游、紫羅蓮、容小意、李清                                                       |
| 15   | 1955年11月30日            | 《春殘夢斷》                          | 李晨風                                | 李晨風           | 托爾斯泰 《安娜·卡列尼娜》 | 白燕、張活游、馬師曾、梅綺、 李清                                                  |
| 16   | 1956年2月26日             | 《西廂記》                            | 吳回                                  | 吳回             | 王實甫 《西廂記》          | 紅線女、張活游、梅綺、少新權                                                       |
| 17   | 1956年4月18日             | 《牆》 又名：《恩愛冤家》             | 王鏗                                  | 司馬才華、程剛   | --                         | 李清、紫羅蓮、黃曼梨、盧敦                                                         |
| 18   | 1956年6月29日             | 《寶蓮燈》                            | 吳回                                  | 李願聞           | 民間故事 《沉香救母》      | 紫羅蓮、梅綺、張活游、少新權                                                       |
| 19   | 1956年8月2日              | 《艷屍還魂記》                        | 李晨風                                | 李晨風           | 湯顯祖 《牡丹亭》          | 張活游、白燕、容小意、盧敦                                                         |
| 20   | 1957年2月14日             | 《寶蓮燈（續集）》                    | 吳回                                  | 吳回             | --                         | 張活游、紫羅蓮、梅綺、林家聲                                                       |
| 21   | 1957年4月11日             | 《水滸傳：智取生辰綱》                | 吳回                                  | 程剛             | 施耐庵 《水滸傳》          | 吳楚帆、白燕、張活游、李清、 蘇少棠、容小意                                        |
| 22   | 1957年9月5日              | 《血染黃金》                          | 珠璣                                  | 顏開             | 阮朗 《吞金記》            | 吳楚帆、梅綺、李清、張瑛、 小燕飛                                                  |
| 23   | 1958年1月1日              | 《奸情》                              | 王鏗                                  | 楚原             | 史得                       | 李清、白燕、吳楚帆、石堅                                                           |
| 24   | 1958年1月9日              | 《烽火佳人》                          | 吳回                                  | 程剛、張文       | --                         | 李清、紫羅蓮、小燕飛、黃楚山、 葉萍、馮峰                                          |
| 25   | 1958年3月4日              | 《寶蓮燈（三集）》                    | 吳回                                  | 吳回             | --                         | 梅綺、紫羅蓮、張活游、陳好逑                                                       |
| 26   | 1958年5月8日              | 《香城兇影》                          | 李鐵                                  | 孟江龍、史舒     | 李我                       | 吳楚帆、紫羅蓮、容小意、姜中平                                                     |
| 27   | 1958年9月25日             | 《紫薇園的秋天》                      | 秦劍                                  | 楚原             | 鄭慧                       | 白燕、容小意、張活游、吳楚帆                                                       |
| 28   | 1958年12月10日            | 《借新娘》 原名：《探親家》           | 吳回                                  | 盧雨歧           | 民間故事 《借女沖喜》      | 紫羅蓮、容小意、張活游、李清                                                       |
| 29   | 1959年2月22日             | 《錢》                                | 吳回                                  | 中聯編劇組       | --                         | 吳楚帆、梅綺、張瑛、白燕、 張活游、李清                                            |
| 30   | 1959年7月29日             | 《路》 原名：《生死同心》             | 吳回                                  | 吳回             | --                         | 吳楚帆、張活游、白燕、黃曼梨、 紫羅蓮、李清、梅綺                                  |
| 31   | 1959年11月18日            | 《毒丈夫》 原名：《鬼》               | 吳回                                  | 吳回             | --                         | 吳楚帆、紫羅蓮、李清、黃曼梨、 夏萍、馮寶寶、吳回                                  |
| 32   | 1959年12月9日             | 《人倫》                              | 李晨風                                | 李兆熊           | 巴金 《憩園》              | 白燕、張活游、吳楚帆、梁俊密                                                       |
| 33   | 1960年2月11日             | 《人》                                | 吳回                                  | 陳直康           | --                         | 白燕、張瑛、張活游、吳楚帆                                                         |
| 34   | 1960年4月14日             | 《毒手》                              | 王鏗                                  | 馮鳳謌           | 阮朗                       | 吳楚帆、張瑛、紫羅蓮、黃曼梨                                                       |
| 35   | 1960年7月14日             | 《雞鳴狗盜》                          | 吳回                                  | 中聯編劇組       | 史得                       | 吳楚帆、容小意、張瑛、紫羅蓮                                                       |
| 36   | 1960年11月10日            | 《我要活下去》                        | 李鐵                                  | 馮鳳謌           | --                         | 白燕、吳楚帆、張瑛、容小意                                                         |
| 37   | 1961年3月1日              | 《銀紙萬歲》                          | 吳回                                  | 張文             | --                         | 黃曼梨、張活游、紫羅蓮、李清                                                       |
| 38   | 1962年2月19日             | 《富貴神仙》                          | 李晨風                                | 李兆熊           | 蒲松齡 《聊齋誌異》        | 吳楚帆、白燕、李清、紫羅蓮                                                         |
| 39   | 1962年6月6日              | 《吸血婦》                            | 李鐵                                  | 程剛             | --                         | 白燕、張活游、黃曼梨、容小意                                                       |
| 40   | 1963年2月8日              | 《海》                                | 吳回                                  | 程剛、陳召       | --                         | 白燕、吳楚帆、李清、張活游、 張瑛、紫羅蓮                                          |
| 41   | 1963年7月31日             | 《鬼屋疑雲》                          | 王鏗                                  | 馮鳳謌           | --                         | 白燕、吳楚帆、張瑛、李清                                                           |
| 42   | 1964年4月15日             | 《血紙人》                            | 李鐵                                  | 馮鳳謌           | --                         | 白燕、吳楚帆、張活游、李清                                                         |
| 43   | 1964年8月19日             | 《香港屋簷下》 又名：《冷暖世間情》   | 李晨風                                | 朱克             | --                         | 吳楚帆、苗金鳳、丁亮、李月清                                                       |

## 註腳
1. ↑  《香港電影史話·第四卷》第100頁
2. ↑  「賣片花」是在電影開拍前先向院商或發行商收取訂金作為初期的製作費
3. ↑  「七日鮮」即以7日可以拍成一部電影
4. ↑  《香港電影史話·第四卷》第71-73頁
5. ↑  《香港電影史話·第四卷》第150-151頁
6. ↑  《香港電影史話·第四卷》第112頁
7. ↑  按《中聯畫報》資料為 44 部，當中1955年故事連貫的《愛》上、下集被計為兩部作品
8. ↑  中聯創業作
9. 1 2 3 4 5 6  电影双周刊评选的世纪100部香港最佳电影，《家、春、秋》計一部
10. ↑  盧敦和陳雲合作的筆名
11. ↑  該年票房冠軍
12. ↑  即秦劍
13. ↑  中聯成立兩周年紀念作
14. ↑  即吳天池
15. ↑  中聯首部歌唱片
16. ↑  《香港商報》連載小說
17. ↑  《新晚報》連載小說
18. ↑  綠邨電台同名天空小說
19. ↑  .   [2008-02-26]. （原始内容存档于2008-01-29）.
20. ↑  劇本由十二位編劇集體創作
21. ↑  中聯七周年紀念作
22. ↑  中聯八周年紀念作
23. ↑  中聯十週年紀念作